# Cihan Yeşilırmak
Cihan Yeşilırmak (* 12. September 1987 in Keşan) ist ein türkischer Fußballspieler.

## Karriere
Yeşilırmak erlernte das Fußballspielen in den Nachwuchsabteilungen der Vereine Keşanspor, Lüleburgazspor und Yildiztabya SK. 2007 wechselte er als Profispieler zum Drittligisten Ankara Demirspor. Hier spielte er die nachfolgenden zwei Spielzeiten lang. Anschließend folgten die Stationen bei Alanyaspor und Yeni Malatyaspor.
Im Frühjahr 2013 wechselte Ortakaya zum Schwarzmeerklub Giresunspor. Mit diesem Klub beendete er die Saison als Meister der TFF 2. Lig und stieg in die TFF 1. Lig auf. Çakır trug mit seinen sechs Ligatoren zu diesem Erfolg bei und war einer der erfolgreichsten Torschütze seines Vereins.
Zur Rückrunde der Saison 2014/15 wechselte er zum Drittligisten Hatayspor.

## Erfolge
Mit Giresunspor
- Meister der TFF 2. Lig und Aufstieg in die TFF 1. Lig: 2013/14